# Tylosema esculentum
Espèce
Tylosema esculentum, ou marama, est une espèce de plantes à fleurs dicotylédones de la famille des Fabaceae, sous-famille des Caesalpinioideae. C'est une plante herbacée originaire d'Afrique australe.
Cette plante, dont l'origine se trouverait dans le désert du Kalahari, est résistante à la sécheresse. Elle produit des graines riches en protéines et des tubercules également comestibles, et est consommée par les indigènes cette région.  

## Description
Tylosema esculentum est une plante herbacée vivace, partiellement ligneuse, au port prostré ou traînant, aux tiges pouvant atteindre six mètres de long.
Les ramifications, rougeâtres à grisâtres, sont d'abord pubescentes puis glabrescentes. Des vrilles axillaires, fourchues, de 1 à 4 cm de long lui permettent de s'accrocher à des supports  pour grimper. La plante est vivace grâce à ses racines tubérisées.
Les feuilles, alternes, entières, portées par un pétiole de 1,3 à 3,5 cm de long, ont un limbe bilobé sur la moitié de sa longueur, de 3 à 7,5 de large sur 4 à 10 cm de long, cordé à la base et aux lobes réniformes. Elle présentent des stipules elliptiques à obovales de 3 à 5 mm de long,.
L'inflorescence est une grappe de 4 à 16 cm de long groupant de 8 à 20 fleurs portées par un pédicelle de 2 à 4,5 cm de long.
Les fleurs bisexuées, zygomorphes, à symétrie pentamère, ont un calice aux sépales oblongs-lancéolés de 8 à 12 mm de long, pubescents, libres sauf les deux supérieurs qui sont soudés, et une corolle de pétales inégaux, de couleur jaune virant au rouge, dont les quatre plus grands, de 1,5 à 2,5 cm de long, s'étalent en une forme obovale légèrement plissée portée par une longue griffe. 
Les étamines fertiles, au nombre de deux, ont un filament de 10 à 12 mm de long, tandis que celui des staminodes, au nombre de huit, est plus court (3 à 6 mm de long). L'ovaire, supère, de 5 à 6 mm de long, est glabre.
Les fruits sont des gousses ovales-oblongues, aplaties, ligneuses, glabres, de couleur rouge virant au brun, mesurant de 5 à 9 cm de long sur 4,5 à 6,5 cm de large.
Ces gousses, comprimées entre les graines contiennent en général une à deux graines ovoïdes à globuleuse, de 1,3 à 2 cm de long sur 1,2 à 1,8 cm de large, de couleur brun-noirâtre,.

## Synonymes
Selon The Plant List (4 janvier 2019) :
- Bauhinia bainesii Schinz
- Bauhinia esculenta Burch.